# Želimeljščica
Želimeljščica je potok, ki izvira v Želimeljski dolini nad juhovzhodnim robom Ljubljanskega barja, v bližini Turjaškega gradu. Veliko število manjših potokov in izvirov zagotavlja vodnantost Želimeljščice skozi celo leto. Struga potoka je naravno ohranjena do vstopa na barjansko ravnico. Od tam naprej teče v regulirani strugi do izliva.
Teče skozi vas Želimlje, po kateri je imenovan in se kot desni pritok severno od Iga izliva v reko Iščico, ta se nato izliva v Ljubljanico. Pritoki Želimeljščice so Benšetov graben, Žičev žleb, Bajdinc in Zdravščica, Ščurkov potok, Bršljanovec, Granjevica, Šumnik, Peklenščica ter Javorski potok.